# 馮暔
馮暔（16世紀—17世紀），字時雍，南直隸寧國府宣城縣人，明朝政治人物。

## 生平
馮暔是嘉靖四十三年舉人馮暘的從弟，隆慶四年（1570年）庚午科應天鄉試舉人，萬曆十一年（1583年）授易州知州，為人簡明寬大、政績良好，改任廣信同知，轉德安同知，處事明敏、操持廉潔，上級屢次讓他處理煩劇政務，他都能精細周詳完成，代理府事時又悉心賑災，因父親去世回鄉，人民哭送他數十里，後官至兩浙鹽運司同知。

## 引用
1. 1 2  光緒《宣城縣志·卷十三·選舉》：鄉舉 明……（隆慶）庚午……馮暔 字時雍，暘從弟，授北直隸易州知州，陞江西廣信府，擢浙江鹽運運同
2. ↑  乾隆《直隸易州志·卷十三·宦蹟》：馮暔，直隸宣城人，萬厯十一年知易州，蒞事簡明，御物寬大多善政，去後有餘思云。
3. ↑  光緒《德安府志·卷十·職官下》：馮暔，字時融，宣城人，萬厯十五年同知德安，剖事明敏、操持廉潔，部使屢任以煩劇之務，條理精詳不動聲色，上疏薦之，時方署郡事，悉心賑飢，以外艱行，民泣送數十里不忍舍去。 安陸沈志